# 中村郁
中村 郁（なかむら いく、3月24日 - ）は日本の女性声優、ナレーター。兵庫県宝塚市出身。キャラ所属。
代表作品は、『チュートリアルのチューして!』（ナレーション）、『土曜はダメよ!』など。

## 来歴・人物
同志社大学卒業。
兄と姉がいる。

## 出演

### テレビアニメ
- ハムリンズ（2007年、ハミュー）

### ゲーム
- THE 外科医
- THE 仁侠（帯臣杏奈）

### ナレーション
- 痛快!エブリデイ（関西テレビ）
- チュートリアルのチューして!（関西テレビ）
- ちゃちゃ入れマンデー（関西テレビ）
- 美女百人
- 今ちゃんの「実は…」（ABCテレビ）
- 雨上がりのやまとナゼ?しこ（ABCテレビ）
- 土曜はダメよ!（読売テレビ、朗読出演）
- マチャミ&なるみのいただき!ナハ〜レ（読売テレビ）
- ゲッチュウ!（読売テレビ）
- ハピネスごはん（読売テレビ）
- 千鳥もビックリ!!イマドキ遍路はじめませんか（2019年6月4日、TBS）

### ラジオ
- GOOD EVENING aiai（FM尼崎）
- HANAKOホームミュージック（FM守口）
- プラドゥジュール792、チャオチャオ792（FM八尾）

### CM
- 甲子園歴史館（2016年）
- 福屋工務店キャラクター
- チャペルグリーンベル
- 米ぬか美人

### その他コンテンツ
- 神たま(パチスロ遊技機)（神野みこし役） - 主人公の神野みこし役を演じテーマ曲の歌唱も担当している。
- ソフィアローズ（若井優香）
- 兵庫県マスコット（はばタン）
- 魔法の輝き姫
- 魅惑の姿
- 日本科学未来館 メディアラボ第11期展示「フカシギの数え方」[8]（男児、男子中学生、子供の子孫[9]）